# Ноле (Торино)
Ноле (итал. Nole) је насеље у Италији у округу Торино, региону Пијемонт.
Према процени из 2011. у насељу је живело 5298 становника. Насеље се налази на надморској висини од 377 м.

## Становништво
Према резултатима пописа становништва 2011. у општини је живело 6.910 становника.
| 1931. | 1936. | 1951. | 1961. | 1971. | 1981. | 1991. | 2001. | 2011. |
| ----- | ----- | ----- | ----- | ----- | ----- | ----- | ----- | ----- |
| 3.394 | 3.385 | 3.635 | 4.041 | 4.688 | 6.312 | 6.496 | 6.242 | 6.910 |

## Партнерски градови
- Шарвје Шавање